# 李士偉
李 士偉（り しい）は、中華民国の政治家。北京政府の要人。字は伯芝。

## 事績
1901年（光緒27年）、日本に留学し、早稲田大学政治経済科に入学した。1906年（光緒32年）の帰国後に北洋総督秘書に就任し、さらに北洋師範学校学監となった。その後も、直隷全省学務処会弁、直隷全省自治総局督理などを歴任した。そのほかにも産業分野で様々な事業に関与し、中国工業銀行総裁にも就任した。
中華民国成立後は、北京政府の財政部顧問、農商部鉱政顧問、参政院参政などを歴任した。1915年（民国4年）4月、33歳で中国銀行総裁となったが、翌年4月に罷免された。1920年（民国9年）、中日実業公司総裁となった。翌年5月、靳雲鵬内閣において財政総長に任命されたが、同年10月に辞任した。1927年（民国16年）1月、上海で病没。享年45。

## 注
1. ↑  徐友春主編『民国人物大辞典 増訂版』448頁による。Who's Who in China 3rd ed., p.477は1895年としているが、これは明らかに誤りである。
2. ↑  卒業したとの説もあるが、早稲田大学校友会(1934)、784頁によれば、1908年（明治41年）に推薦校友になったとしているのみである。